# یواس‌اس هامینگ برد (ای‌ام‌سی-۲۶)
یواس‌اس هامینگ برد (ای‌ام‌سی-۲۶) (به انگلیسی: USS Humming Bird (AMc-26)) یک کشتی بود که طول آن ۹۰ فوت ۵ اینچ (۲۷٫۵۶ متر) بود. این کشتی  در سال ۱۹۳۶ ساخته شد.